# José Luis Bedregal
José Luis Bedregal Vargas (La Paz, Bolivia; 13 de septiembre de 1969) es un psicólogo y político boliviano. Actualmente es el vocero oficial del partido político Soberanía y Libertad para Bolivia (SOL.BO), el cual es liderado por el ex alcalde de la ciudad de La Paz Luis Revilla Herrero.

## Biografía
José Luis Bedregal nació en la ciudad de La Paz el 13 de septiembre de 1969. Salió bachiller del Colegio San Ignacio de Loyola de su ciudad natal en el año 1987. En 1994 ingresó a estudiar la carrera de psicología en la Universidad de La Habana en Cuba, graduándose como psicólogo de profesión el año 1999. Posteriormente obtuvo un diplomado en gestión de proyectos sociales y un máster en gerencia pública.
Durante su juventud, José Luis Bedregal se unió al partido político del Movimiento Nacionalista Revolucionario (MNR) de donde llegó ser el secretario de las juventudes de dicho partido. Poco tiempo después, se convirtió en militante del partido Movimiento Sin Miedo (MSM) perteneciente al abogado Juan del Granado.
Durante su vida laboral, Bedregal ingresó a trabajar a la alcaldía de la ciudad de La Paz, durante la primera gestión del alcalde Juan del Granado.